# Densograph

Densograph der ICA, Dresden

Der Komparations-Densograph nach Emanuel Goldberg ermöglicht den direkten Vergleich der Helligkeit je einer Stelle eines Graukeils mit der einer Kontaktkopie des Keils auf Film.
Im Instrument wird durch einen Lummer-Brodhun-Würfel das Licht kleiner Glühlampen hinter dem Graukeil und seinem Abbild auf zu untersuchendem Film nebeneinander gelegt. Mit der Filmprobe verbunden ist eine verschiebbare Stanzvorrichtung über einem quer dazu verstellbaren Tisch, auf den man ein Blatt Koordinatenpapier spannt. Der Tischweg entspricht der Länge des unter den Prismen und dem Okular liegenden Graukeils, dessen Dichte von Null bis log 4 geht. Die Stanze macht ebenfalls den Weg der Keillänge.
In beliebigem Abstand, zum Beispiel in Schritten von log 0,2, verstellt man mit schätzendem Auge den Tisch so lange, bis man in Komparation den Eindruck gleicher Helligkeit hat, und drückt die Stanze nieder. So entsteht eine Reihe feiner Löcher im Papier, die man anschließend als charakteristische Kurve der Filmprobe, eventuell nachgezogen, interpretieren kann. Der ideale Film, ideal entwickelt, gäbe den Keil unverfälscht wieder, es entstünde eine Gerade auf dem Papier.